# Честобродица (превој)
Честобродица (позната и под именом Столице), планински превој који повезује Поморавље са долином Тимока.

## Географија
Превој Честобродица (600 m надморске висине), превој је на магистралном путу Параћин—Зајечар, који заједно са планином Кучај, представља развође између слива Црнице и Црног Тимока. Познат и под називом Столице, овај превој познат је јер одатле почиње клисура реке Честобродице, раније позната као једна од несавладивих препрека за све врсте друмских возила у зимском периоду. Сматра се да одатле почиње спуштање из долине Тимока у Моравску долину и Параћинску котлину.

## Историја
Честобродица је била место битке између краљевске војске и побуњених сељака током Тимочке буне. Након што су 3. новембра 1883. успоставили устаничку власт у Бољевцу, око 3.000 устаника отишло је на Честобродицу да дочека владину војску. Краљевска војска је 9. новембра лако потукла побуњенике, који су се разбежали после врло кратког отпора.